# Ni siquiera entre tus brazos
«Ni siquiera entre tus brazos» es el primer sencillo del álbum Ella es tan cargosa de la banda homónima. El lanzamiento de esta canción se realizó en febrero de 2007.

## Posicionamientos
| Listas             | Posición máxima |
| ------------------ | --------------- |
| Argentina Top 10   | 1               |
| Los 40 Principales | 18              |

## Video musical
El videoclip empieza con la banda tocando la canción en un recital en Castelar donde, en medio de la gente, hay un muchacho viendólos y descubre a una mujer, ella al verlo se va del recital mientras él la sigue, la chica entra a un bar, él la persigue, y cuando entra descubre que la misma banda está tocando en otro lugar, buscando a la chica escondida, sale de nuevo a la calle, dónde ve a la muchacha subiendo a un colectivo, el muchacho en medio de la intriga, cruza la calle detiene al ómnibus y se sube, pero se desilusiona después de ver que la chica no estaba en ninguno de los asientos, mientras que en los últimos asientos está la banda adentro del colectivo, cuando el vehículo arranca y se muestra a la mujer en medio de la calle, desapareciendo.